# Шентанел
Шентанел (словен. Šentanel) — поселення в общині Превалє, Регіон Корошка, Словенія. Висота над рівнем моря: 681,4 м.